# Paul Beeson
Pour les articles homonymes, voir Beeson.
Paul Beeson est un directeur de la photographie anglais (membre de la BSC), né Paul Antonio Charles Beeson le 16 novembre 1921 à Londres (quartier d'Hammersmith), mort le 19 juillet 2001 à Gerrards Cross (Buckinghamshire).

## Biographie
Au cinéma, Paul Beeson débute à la fin des années 1930, comme cadreur ou premier assistant opérateur. Le premier de ses quarante-sept films comme chef opérateur sort en 1949, le dernier en 1996. Outre des films britanniques, il contribue à des films américains et à de nombreuses coproductions, principalement américano-britanniques.
Mentionnons Summer of the Seventeenth Doll de Leslie Norman (1959, avec Ernest Borgnine et Anne Baxter), Le Peuple des abîmes de Michael Carreras (1968, avec Eric Porter et Hildegard Knef), The Freakmaker de Jack Cardiff (1974, avec Donald Pleasence et Tom Baker), ou encore Starcrash : Le Choc des étoiles de Luigi Cozzi (film américano-italien, 1978, avec Caroline Munro et Christopher Plummer).
Fait particulier, il collabore à plusieurs films produits par Walt Disney Pictures, tels L'Enlèvement de David Balfour de Robert Stevenson (1960, avec Peter Finch et James MacArthur), Les Trois Vies de Thomasina de Don Chaffey (1964, avec Patrick McGoohan et Susan Hampshire) et La Course au trésor de Norman Tokar (1977, avec David Niven et Helen Hayes).
Il est aussi directeur de la photographie à la télévision, sur quatre séries (dont Le Monde merveilleux de Disney et Le Saint), ainsi que sur trois téléfilms, le tout entre 1962 et 1986.
Durant sa carrière, Paul Beeson est également sollicité pour des prises de vues additionnelles, entre autres sur les trois premiers volets de la série cinématographique des Indiana Jones, réalisés par Steven Spielberg et sortis respectivement en 1981, 1984 et 1989. Citons encore la séquence d'ouverture en vue aérienne de La Mélodie du bonheur de Robert Wise (1965).
De plus, il est requis à plusieurs reprises comme chef opérateur de seconde équipe, notamment pour Jamais plus jamais d'Irvin Kershner (1983) et Alien 3 de David Fincher (1992).
Membre de la British Society of Cinematographers (BSC) à partir de 1954, il en est le président de 1971 à 1973.

## Filmographie partielle

### Comme directeur de la photographie
Au cinéma
- 1949 : Train of Events, film à sketches de Sidney Cole, Charles Crichton et Basil Dearden
- 1951 : Quand les vautours ne volent plus (Where No Vultures Fly) d'Harry Watt
- 1954 : À l'ouest de Zanzibar (West of Zanzibar) d'Harry Watt
- 1955 : Out of the Clouds de Basil Dearden
- 1957 : The Shiralee de Leslie Norman
- 1958 : Nowhere to Go de Seth Holt
- 1958 : Dunkerque (Dunkirk) de Leslie Norman
- 1959 : Le Bouc émissaire (The Scapegoat) de Robert Hamer
- 1959 : Summer of the Seventeenth Doll de Leslie Norman
- 1960 : L'Enlèvement de David Balfour (Kidnapped) de Robert Stevenson
- 1961 : Bobby des Greyfriars (Greyfriars Bobby) de Don Chaffey
- 1961 : Spare to Rod de Leslie Norman
- 1961 : Nearly a Nasty Accident (en) de Don Chaffey
- 1961 : Les Joyeux Voleurs (The Happy Thieves) de George Marshall
- 1962 : Les Enfants du capitaine Grant (In Search of the Castaways) de Robert Stevenson
- 1962 : Tarzan aux Indes (Tarzan Goes to India) de John Guillermin
- 1964 : La Baie aux émeraudes (The Moon-Spinners) de James Neilson
- 1964 : Les Trois Vies de Thomasina (The Three Lives of Thomasina) de Don Chaffey
- 1965 : Le Messager du diable (Die, Monster, Die !) de Daniel Haller
- 1967 : Cow-boys dans la brousse (Africa : Texas Style) d'Andrew Marton
- 1967 : Les Anges aux poings serrés (To Sir, with Love) de James Clavell
- 1968 : Attaque sur le mur de l'Atlantique (Attack on the Iron Coast) de Paul Wendkos
- 1968 : Le Peuple des abîmes (The Lost Continent) de Michael Carreras
- 1969 : Alerte Satellite 02 (Moon Zero Two) de Roy Ward Baker
- 1969 : Le Raid suicide du sous-marin X1 (Submarine X-1) de William A. Graham
- 1969 : Opération V2 (Mosquito Squadron) de Boris Sagal
- 1970 : Hell Boats de Paul Wendkos
- 1970 : Le Mannequin défiguré (Crescendo) d'Alan Gibson
- 1970 : Taste of Excitement de Don Sharp
- 1971 : Kidnapped de Delbert Mann
- 1973 : A Warm December de Sidney Poitier
- 1974 : The Freakmaker ou The Mutations de Jack Cardiff
- 1975 : Objectif Lotus (One of Our Dinosaurs Is Missing) de Robert Stevenson
- 1976 : Les Petits Voleurs de chevaux (Escape from the Dark) de Charles Jarrott
- 1977 : La Course au trésor (Candleshoe) de Norman Tokar
- 1978 : Starcrash : Le Choc des étoiles (Scontri stellari oltre la terza dimensione) de Luigi Cozzi
- 1979 : Un cosmonaute chez le roi Arthur (The Spaceman and King Arthur) de Russ Mayberry
- 1988 : The Wolves of Willoughby Chase de Stuart Orme
- 1992 : The Lost World de Timothy Bond

À la télévision
- 1962-1963 : Le Monde merveilleux de Disney (The Wonderful World of Disney ou Disneyland), série
  - Saison 8, épisode 21 Le Prince et le Pauvre (The Prince and the Pauper, 1962) de Don Chaffey (Part I : The Pauper King)
  - Saison 10, épisodes 1 et 2 The Horse Without a Head (1963) de Don Chaffey (Part I : The 100,000,000 Franc Train Robbery - Part II : The Key to the Cache)
- 1964 : L'Épouvantail ou L'Épouvantail : Le Justicier des campagnes (The Scarecrow of Romney Marsh), mini-série en trois épisodes de James Neilson[1] (diffusée dans le cadre de la série Le Monde merveilleux de Disney pré-citée)
- 1966-1968 : Le Saint (The Saint), série
  - Saison 5, épisode 1 Les Bijoux de la reine (The Queen's Ransom, 1966) de Roy Ward Baker, épisode 2 Intermède à Venise (Interlude in Venice, 1966) de Leslie Norman, épisode 4 La Révolution (The Reluctant Revolution, 1966) de Leslie Norman, épisode 5 Le Trésor du pirate (The Helpful Pirate, 1966) de Roy Ward Baker, épisode 6 Un drôle de monstre (The Convenient Monster, 1966) de Leslie Norman, et épisode 7 Le Diamant (The Angel's Eye, 1966) de Leslie Norman
  - Saison 6, épisode 10 Le Rocher du dragon (The House of Dragon's Rock, 1968) de Roger Moore
- 1970 : Jane Eyre, téléfilm de Delbert Mann
- 1976 : Beauty and the Beast, téléfilm de Fielder Cook
- 1986 : La croisière s'amuse (The Love Boat), série
  - Saison 9, épisodes 22 et 23 Les Matadors, 1re et 2e parties (Spain Cruise : The Matadors / Mrs. Jameson Comes Out / Love's Labors Found / Marry Me, Marry Me, Parts I & II) de Robert Scheerer

### Autres fonctions
(au cinéma)
Premier chef opérateur
- 1942 : The Foreman Went to France de Charles Frend
- 1942 : The Black Sheep of Whitehall de Basil Dearden et Will Hay
- 1947 : Frieda de Basil Dearden

Cadreur
- 1948 : L'Épopée du capitaine Scott ou L'Aventure sans retour (Scott of the Antarctic) de Charles Frend
- 1948 : Les Guerriers dans l'ombre (Against the Wind) de Charles Crichton
- 1949 : Les Amants du Capricorne (Under Capricorn) d'Alfred Hitchcock
- 1950 : La Rose noire (The Black Rose) d'Henry Hathaway
- 1951 : Pandora (Pandora and the Flying Dutchman) d'Albert Lewin
- 1952 : Un si noble tueur (The Gentle Gunman) de Basil Dearden

Prises de vues additionnelles
- 1960 : Les Robinsons des mers du Sud (Swiss Family Robinson) de Ken Annakin
- 1965 : La Mélodie du bonheur (The Sound of Music) de Robert Wise (photographie aérienne)
- 1981 : Les Aventuriers de l'arche perdue (Raiders of the Lost Ark) de Steven Spielberg
- 1984 : Indiana Jones et le Temple maudit (Indiana Jones and the Temple of Doom) de Steven Spielberg
- 1987 : Ishtar d'Elaine May
- 1988 : Qui veut la peau de Roger Rabbit (Who Framed Roger Rabbit) de Robert Zemeckis
- 1989 : Indiana Jones et la Dernière Croisade (Indiana Jones and the Last Crusade) de Steven Spielberg

Chef opérateur de seconde équipe
- 1951 : Tortillard pour Titfield (The Titfield Thunderbolt) de Charles Crichton
- 1953 : La Mer cruelle (The Cruel Sea) de Charles Frend
- 1983 : Jamais plus jamais (Never Say Never Again) d'Irvin Kershner (+ prises de vues additionnelles)
- 1988 : Willow de Ron Howard
- 1992 : Alien 3 (Alien³) de David Fincher

## Note
1. ↑  Un film tiré de cette mini-série, titré Le Justicier aux deux visages (Dr. Syn, Alias the Scarecrow), est sorti dès 1963.